# Buġibba

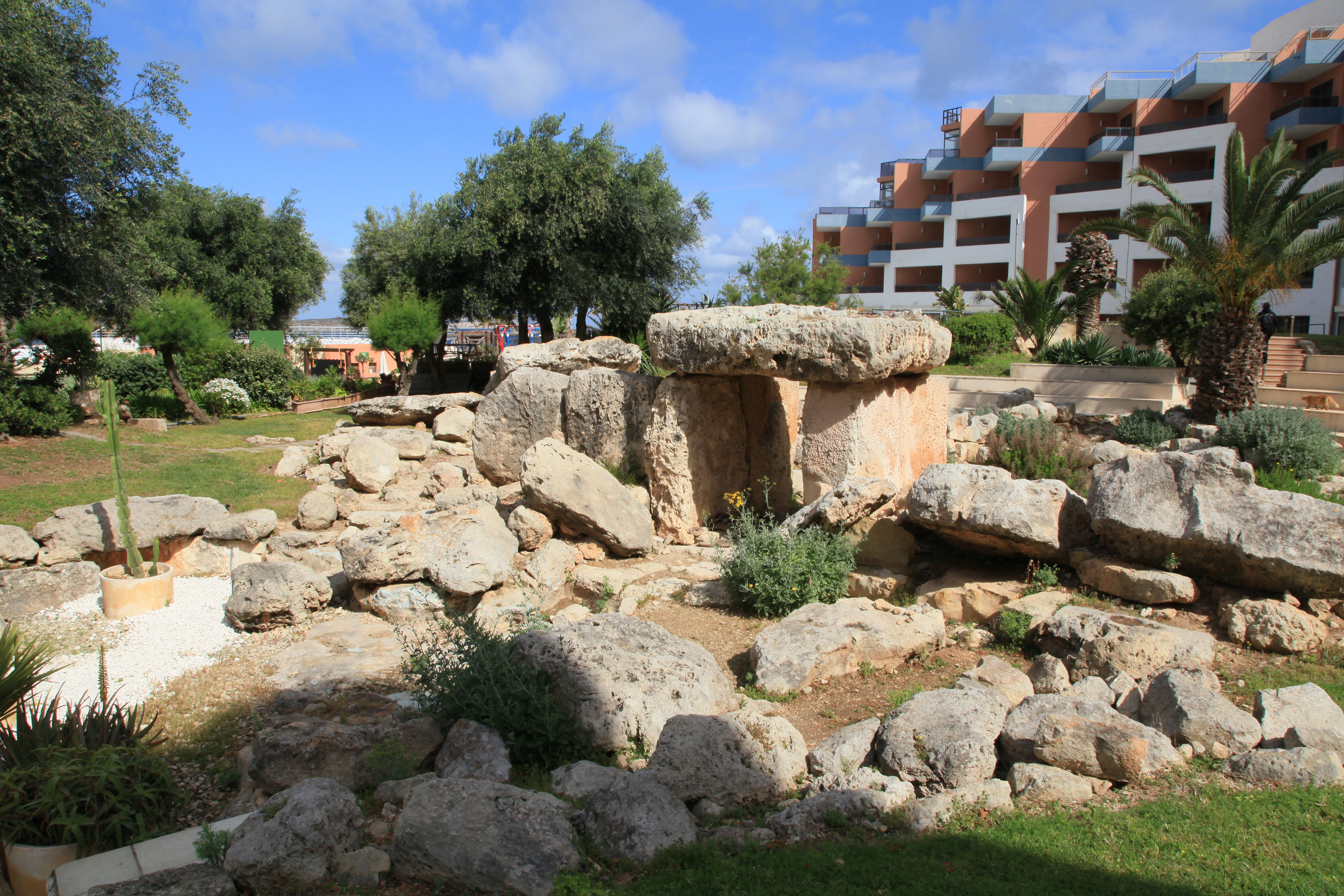
Ruiny Świątyni Buġibba

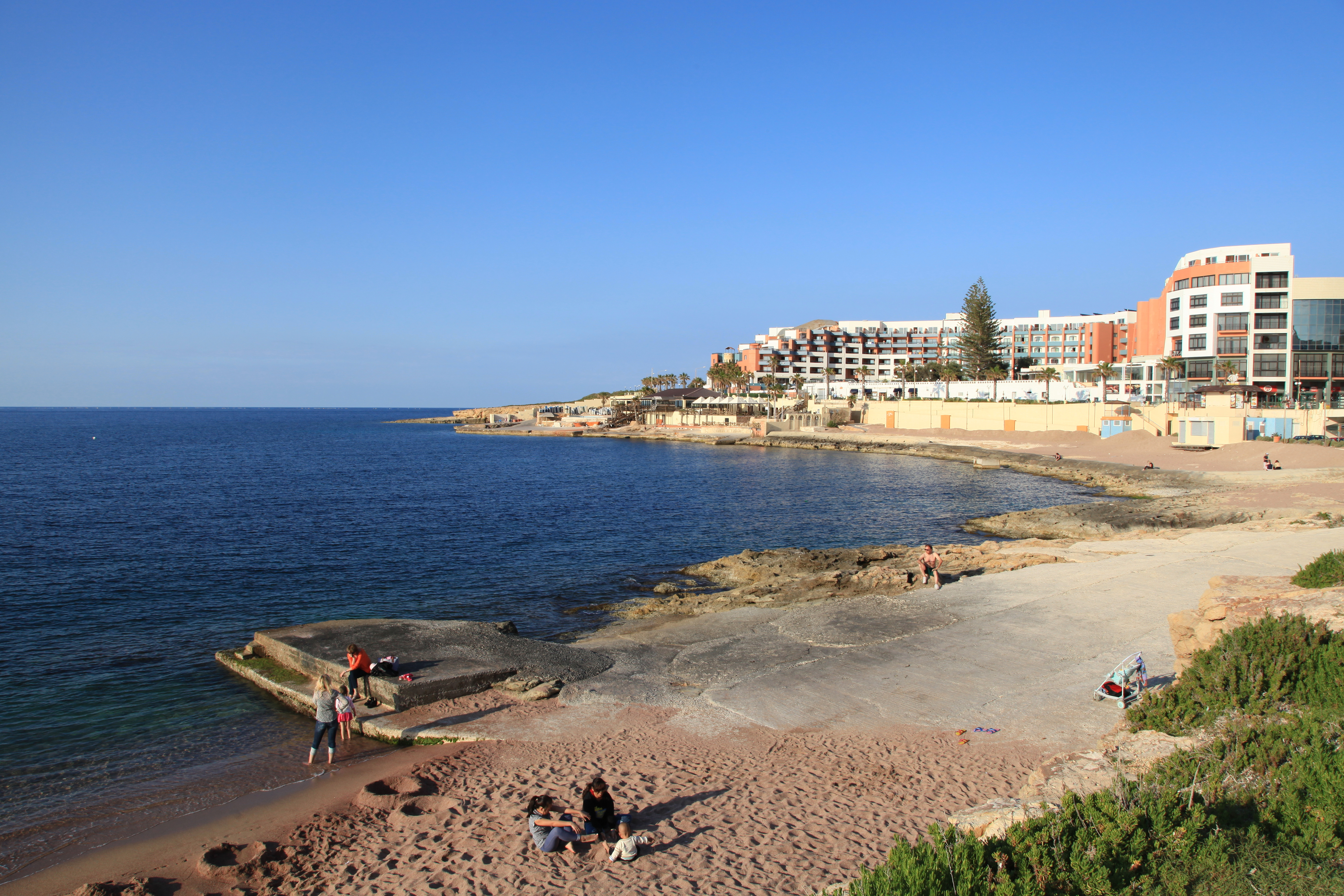
Plaża Buġibba Perched Beach

Buġibba (wym.: budżibba) – miejscowość w północnej części Malty, w samorządzie Saint Paul’s Bay, zlokalizowana nad Zatoką Świętego Pawła, sąsiadująca z Qawrą i Saint Paul’s Bay. Nadmorski kurort turystyczny dysponuje sporą liczbą hoteli, apartamentów wakacyjnych, restauracji, kawiarni, barów, kasyn i wiele innych obiektów turystycznych.

## Historia
Ślady cywilizacji na terenie dzisiejszej miejscowości Buġibba sięgają okresu sprzed kilku tysięcy lat. W czasach prehistorycznych – w okresie Tarxien - zbudowano małą megalityczną świątynię. Świątynia w Buġibbie została odkryta w latach 20. i 50. XX wieku. Do dziś zachowały się pozostałości fasady z bloków wapiennych oraz korytarza wiodącego na dziedziniec, po którego dwóch stronach znaleziono absydy. Odkryto również pozostałości podłogi z materiału podobnego do cementu. Ruiny świątyni znajdują się na terenie hotelu Dolmen.
Buġibba przez lata pełniła ważną rolę obronną. W XVIII wieku Zakon św. Jana zbudował Baterię Buġibba będącą częścią fortyfikacji broniących wybrzeża Malty. Bateria była częścią fortyfikacji ochraniających Saint Paul’s Bay, zwiększając skuteczność wieży i baterii Wignacourt w kierunku południowo-wschodnim, oraz wieży i baterii Qawra w kierunku północno-wschodnim. Bateria miała półokrągłą platformę działową z parapetem oraz blokhauz w tylnej części. Otaczał ją wypełniony wodą z morza rów. Do czasów współczesnych zachowały się jedynie resztki fundamentów i rowu
W latach 60. XX wieku Buġibba zaczęła się szybko rozwijać i obecnie jest popularnym kurortem turystycznym. Jest szczególnie popularna wśród studentów, którzy przyjeżdżają na Maltę, celem nauki języka angielskiego.

## Atrakcje
W miejscowości Buġibba znajdują się liczne atrakcje turystyczne, w tym obiekty historyczne, miejsca rozrywki i wypoczynku:
- Świątynia Buġibba – ruiny maltańskiej świątyni megalitycznej położonej na pograniczu miejscowości Buġibba i Qawra[7];
- Bateria Buġibba (malt. Batterija ta’ Buġibba, ang. Buġibba Battery) – zabytkowe fragmenty baterii artyleryjskiej zbudowanej w XVIII wieku przez Zakon św. Jana jako jedna z baterii w ciągu fortyfikacji nabrzeżnych dokoła wybrzeża wysp maltańskich[8];
- Promenada nad Zatoką Świętego Pawła – promenada o długości trzech kilometrów zbudowana wzdłuż skalistej linii brzegowej, biegnąca przez Qawrę, Buġibbę i Saint Paul’s Bay[9];
- Bugibba Perched Beach – plaża w Buġibbie, pierwotnie skalista, później została wypełniona piaskiem[10].
- Buġibba Water Park – niewielki park wodny półożony w pobliżu promenady.

## Dojazd
Buġibba jest dobrze skomunikowana z innymi częściami Malty, dzięki znajdującemu się w miejscowości dworcowi autobusowemu.
Główne trasy autobusowe:
- Z lotniska – linia X3 (czas jazdy: ok. 1 - 1,5 godziny)
- Z Valletty – linie autobusowe nr 31, 45 i 48 (dojazd w ok. 45 minut)
- Ze Sliemy i St. Julians – linie autobusowe nr 203, 212, 222 i 225 (czas jazdy 45-60 minut)
- Do Mdiny – autobus nr 186 (dojazd w ciągu 30 minut)
- Do Golden Bay i Għajn Tuffieħa (popularne plaże) – linie autobusowe nr 223 i 225 (dojazd w ok. 30 minut)
- Do Mellieha Bay (popularna plaża) – autobusy nr 42, 221 i 222 (dojazd w ok. 30 minut)